# Gianluca Moi
Gianluca Moi (* 26. Januar 1982 in Cagliari) ist ein ehemaliger italienischer Straßenradrennfahrer.
Gianluca Moi gewann 2002 die U23-Austragung des Zeitfahrwettbewerbs Chrono des Herbiers vor dem Deutschen Jochen Rochau und dem Franzosen Damien Monier. Im nächsten Jahr wurde er italienischer Meister im Einzelzeitfahren der U23-Klasse. In der Saison 2005 konnte er das Eintagesrennen Giro Valli Aretine für sich entscheiden und 2006 wurde er Zweiter bei einem Rennen in Sora.

## Erfolge
2002
- Chrono des Herbiers (U23)

2003
- Italienischer Meister – Einzelzeitfahren (U23)

2005
- Giro Valli Aretine